# سزار کوچک
سزار کوچک (به انگلیسی: Little Caesar) نام فیلمی گنگستری محصول سال ۱۹۳۱ است.

## درباره فیلم
نخستین فیلم مهم ادوارد جی. رابینسون که شمایل سینماییِ او را تثبیت کرد. شخصیت ریکو با بازی رابینسون در این فیلم، بعدها به عنوان سی و هشتمین شخصیت منفی تاریخ سینما انتخاب گردید.

## خلاصه داستان
ریکو (رابینسون) با نام مستعار سزار کوچک با جاه طلبی و بی رحمی مدارج ترقی را در تشکیلات تبهکاران طی می‌کند و به عنوان وردستِ رئیس بزرگ ادارهٔ بسیاری از عشرتکده‌ها و قمارخانه‌های ایالات شرقی را به عهده می‌گیرد، اما یکدندگیِ او در مورد همراه ساختن یک دوستِ دست شسته از خلافکاری (فربنکس) کاسه کوزه‌ها را به هم می‌ریزد...